# Juan Diego Flórez
Juan Diego Flórez Salom (13 de janeiro de 1973) é um tenor peruano, particularmente associado com o bel canto, recebeu a Gran Cruz de la Orden del Sol del Perú. Flórez é um tenor leggero, com agudos frequentes e com uma estrutura harmônica única. Sua capacidade é de duas oitavas alcançando um Ré agudo). Para comprovar seu talento, Pavarotti em 2003 declarou, que se houvesse um sucessor a seu legado, este seria Flórez.

## Biografia

### Primeiros anos
Juan Diego Flórez nasceu em Lima, Peru, no dia 13 de janeiro de 1973, onde seu pai era guitarrista e cantor de uma banda de música popular e criola.
Inicialmente pensava em seguir uma carreira com música popular, ele entrou no Conservatório Nacional da Música em Lima aos dezessete anos de idade. Ele estudou voz clássica sob os ensinamentos de Andrés Santa María. Durante esse período, ele tornou-se membro do Coro Nacional do Peru e cantou como solista na Coronation Mass de Mozart e Petite Messe Solennelle de Rossini.
Estudou também no Instituto Cursti na Filadélfia de 1993 até 1996 e começou a cantar em produções estudantis de óperas com o repertório de hoje em dia: Rossini, bel canto e óperas de Bellini e Donizetti. Durante este período ele também estudou com Marilyn Horne na Academia de Música do Oeste em Santa Barbara. Em 1994 o tenor peruano Ernesto Palacio o convidou para gravar a ópera italiana Il Tutore Bulato de Vicente Martín Soler. Ele consequentemente se tornou o professor de Flórez.

### 1996 - Atualmente
A estréia profissional de Flórez aconteceu em 1996 no Festival Rossini na cidade italiana de Pesaro, lugar onde Rossini nasceu. Ao 23 anos ele substituiu Bruce Forde em Matilde di Shabran. Ele fez sua estréia no La Scala no mesmo ano como Chevalier na ópera Armide de Gluck. Sua estréia no Covent Garden aconteceu em 1997 onde ele cantou a estréia mundial de Elisabetta (uma versão reformulada da obra original de Donizetti). Estreou na Ópera Estatal de Viena em 199 como Count Almaviva em Il Barbiere di Siviglia, de Rossini e no Metropolitan Opera em 2002, novamente como Count Almaviva.
No dia 20 de fevereiro de 2007, com La Fille du Régiment de Donizetti, Flórez quebrou setenta e quatro anos de tradição de não encores quando ele cantou a reprise de "Ah! mes amis" com os nove Dos agudos, seguidos de uma prolongada ovação do público. Ele repitiu este feito no Metropolitan Opera House em Nova Iorque dia 21 de abril de 2008, o primeiro cantor a fazer isso desde 1994.
Flórez é também atico em concertos na Europa, América do Norte e América do Sul. Algumas das casas onde ele se apresenta com recitais, Wigmore Hall em Londres, Théâtre des Champs-Elysées em Paris, Lincoln Center e Carnegie Hall em Nova Iorque, Palau de la Música em Barcelo, Teatro Segura em Lima e o Mozarteum em Salzburgo.
Ele assinou um contrato com Decca em 2001, e desde então já gravou seis CDs com a gravadora.
Flórez se casou com Julia Trappe em uma cerimônia civil privada no dia 23 de abril de 2007 em Viena. Casaram-se no religioso na Basilica Cathedral em Lima dia 5 de abril de 2008, estavam no casamento algumas celebridades, como o presidente do Peru, Alan García.

## Prêmios e distinções
Juan Diego Flórez vem sendo reconhecido com muitos prêmios e distinções.
Em maio de 2004 ele recebeu o Orden al Mérito Cultural de Lima do prefeito de Lima; a Orden al Mérito por Servicios Distinguidos en el Grado de Gran Cruz do, então presidente, Alejandro Toledo; e foi nomeado o Professor Honorário da Universidade San Martín de Porres.
No dia 4 de julho de 2007 ele recebeu a maior honra de seu país: a Gran Cruz de la Orden El Sol de Perú do presidente Alan García.

## Repertório
Bellini
- I Capuleti e i Montecchi - Tebaldo (student performance)
- I Puritani - Arturo
- La sonnambula - Elvino

Donizetti
- Don Pasquale - Ernesto
- Elisabetta - Conte Potoski (concert performance)
- L'elisir d'amore - Nemorino
- La Fille du régiment - Tonio
- Maria Stuarda - Leicester

Gluck
- Armide - Le chevalier danois
- Orphée et Eurydice - Orphée (concert performance)

Lehár
- The Merry Widow - Camille de Roussillon (student performance)

Martín y Soler
- Il tutore burlato - Anselmo (concert performance)

Meyerbeer
- L'étoile du nord - Georges

Mozart
- Le nozze di Figaro - Bartolo (student performance)

Paisiello
- Nina, o sia, la pazza per amore - Lindoro

Luis Prado
- The Nightingale and the Rose - The student (student performance)

Puccini
- Gianni Schicchi - Rinuccio

Rossini
- Il barbiere di Siviglia - Conte di Almaviva
- La Cenerentola - Don Ramiro
- L'Italiana in Algeri - Lindoro
- Matilde di Shabran - Corradino
- Il Signor Bruschino - Florville
- Semiramide - Idreno
- Le comte Ory - Comte Ory
- Otello - Rodrigo
- La donna del lago - Giacomo V
- Il viaggio a Reims - Belfiore (student performance) & Libenskof

Rota
- Il cappello di paglia di Firenze - Fadinard

Strauss
- Die Fledermaus - Alfred (student performance)

Verdi
- Falstaff - Fenton
- Rigoletto - Duke of Mantua
- La Traviata - Alfredo Germont

## Discografia
Opera
- Alahor in Granata, Donizetti. Conductor: Josep Pons, CD: Almaviva, 1999
- Il barbiere di Siviglia, Rossini. Conductor: Ralf Weikert CD: Live performance (1997), Nightingale Classics, 2004
- Il barbiere di Siviglia, Rossini. Conductor: Gianluigi Gelmetti, DVD & Blu-Ray: Live performance (2005), Decca, 2005
- La Cenerentola, Rossini. Conductor: Carlo Rizzi, CD: Live performance (2000), Rossini Opera Festival & Fondazione Cassa di Risparmio di Pesaro, 2001
- Le Comte Ory Rossini. Conductor: Jesus Lopez-Cobos, CD: Live performance (2003), Deutsche Grammophon, 2004
- Don Pasquale, Donizetti. Conductor: Maurizio Benini, DVD: Live performance (2006), Decca, 2007
- L'Etoile du Nord, Meyerbeer. Conductor: Wladimir Jurowski, CD: Marco Polo, 1997
- Falstaff, Verdi. Conductor: Riccardo Muti, DVD: Live performance (2001), EuroArts, 2003
- La fille du régiment, Donizetti. Conductor: Riccardo Frizza, DVD: Live performance (2005), Decca, 2006
- La fille du régiment, Donizetti. Conductor: Bruno Campanella, DVD: Live performance (2007), Virgin Classics, 2008
- Matilde di Shabran, Rossini. Conductor: Riccardo Frizza, CD: Live performance (2004), Decca, 2006
- Mitridate, Mozart. Conductor: Christophe Rousset, CD: Decca, 1999
- Nina o sia La pazza per amore, Paisiello. Conductor: Riccardo Muti, CD: Ricordi, 2000
- Semiramide, Rossini. Conductor Marcello Panni, CD: Nightingale Classics, 2001
- La Sonnambula, Bellini. Conductor: Alessandro de Marchi, CD: Decca (2008)
- Il Tutore Burlato, Martin y Soler. Conductor: Miguel Harth-Bedoya, CD: Bongiovanni, 1995

Oratorio & Sacred Music
- Cantatas Vol.2, Rossini. Conductor: Riccardo Chailly, CD: Decca, 2001
- Messa Solenne, Verdi. Conductor: Riccardo Chailly, CD: Decca, 2000
- Stabat Mater, Rossini. Conductor: Gianluigi Gelmetti, CD: Agora, 1998
- Le Tre Ore dell'Agonia del Nostro Signore Gesu Cristo, Niccolo Zingarelli. Conductor: Pierangelo Pelucchi, CD: Agora, 1995

Recital
- Canto al Peru (with Ernesto Palacio). Piano: Samuele Pala, CD: Bongiovanni, 1997
- Rossiniana. Conductor: Manlio Benzi, CD: Agora, 1998
- Vesselina Kasarova Arias & Duets. Conductor: Arthur Fagen, CD: RCA, 1999
- Rossini Arias. Conductor: Riccardo Chailly, CD: Decca, 2002
- Una Furtiva Lagrima, Bellini, Donizetti. Conductor: Riccardo Frizza, CD: Decca, 2003
- Great Tenor Arias, Verdi, Gluck, Rossini. Conductor: Carlo Rizzi, CD: Decca, 2004
- Sentimiento Latino, Spanish & Latin American songs. Conductor: Miguel Harth-Bedoya, CD: Decca, 2006
- Arias for Rubini, Bellini, Donizetti, Rossini. Conductor: Roberto Abbado, CD: Decca 2007
- Bel Canto Spectacular, Bellini & Donizetti arias & duets. Conductor: Daniel Oren, CD: Decca 2008